# Менська кішка
Менкс — це порода котів з природною мутацією хребта.

## Походження

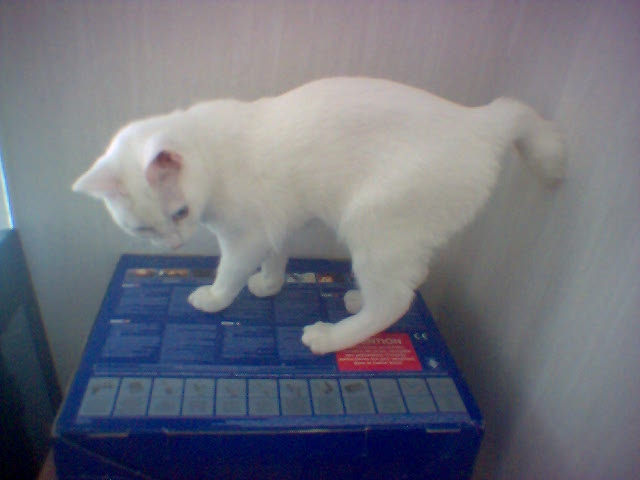
Молода кішечка безхвостої породи. Зверніть увагу на її видовжені задні лапи.

Порода виникла на острові Мен у XVI столітті. Власне, й назва цієї породи англ. Manx також походить звідси. менською їх називають . Безхвості коти були поширені на острові вже три століття тому. Безхвостість виникла в результаті генетичної мутації, яка стала звичайною на острові (як приклад Ефект засновника).
За народними переказами, безхвості коти з'явились на острові, коли корабель з Іспанської Армади пішов на дно поблизу Іспанської Скелі острова Мен. За легендою, коти з корабля допливли до острова та започаткували місцеву породу. Легенди оповідають також і про те, що коти потрапили на іспанський корабель з Далекого Сходу.
Безхвостий ген є домінантним та має високий ступінь проявлення. Кошенята від безхвостих батьків звичайно народжуються без хвостів.
Існують різні легенди, що намагаються пояснити, чому ці коти не мають хвоста. За однією з них, Ной зачинив двері у Ноїв ковчег коли починався дощ, та випадково прищемив коту цієї породи хвоста. Безхвостий кіт грався і ледь не залишився за дверима. Інша легенда стверджує, що безхвостий кіт є нащадком кота та кролика, що пояснює як відсутність хвоста, так і доволі довгі задні лапи. До того ж вони здебільшого скачуть, ніж ходять, подібно до кроликів. Ця легенда була надалі підсилена міфом про «кішку-кролика» (англ. Cabbit).

## Значення в культурі
- Вважається, що безхвості коти походять з Острову Мен та є символом цього краю. Тому серія монет Острову Мен, що карбується з 1988 року[2], так звані «котячі крони», розпочалась з монети з зображенням саме безхвостого кота. Тут також випускають марки, присвячені котам.
- Назва польського музичного рок-гурту «Varius Manx» походить від назви породи.

## Світлини

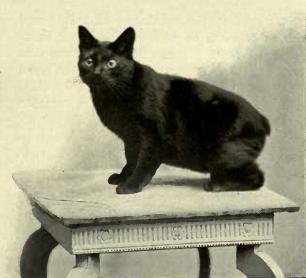
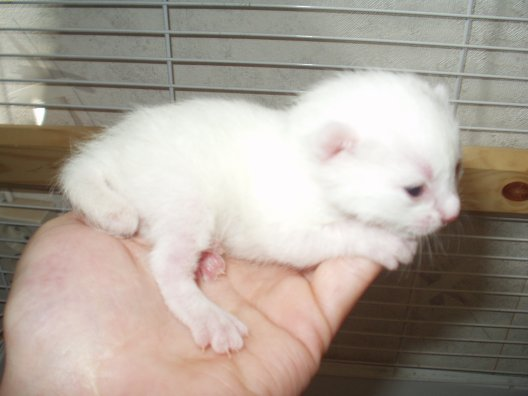
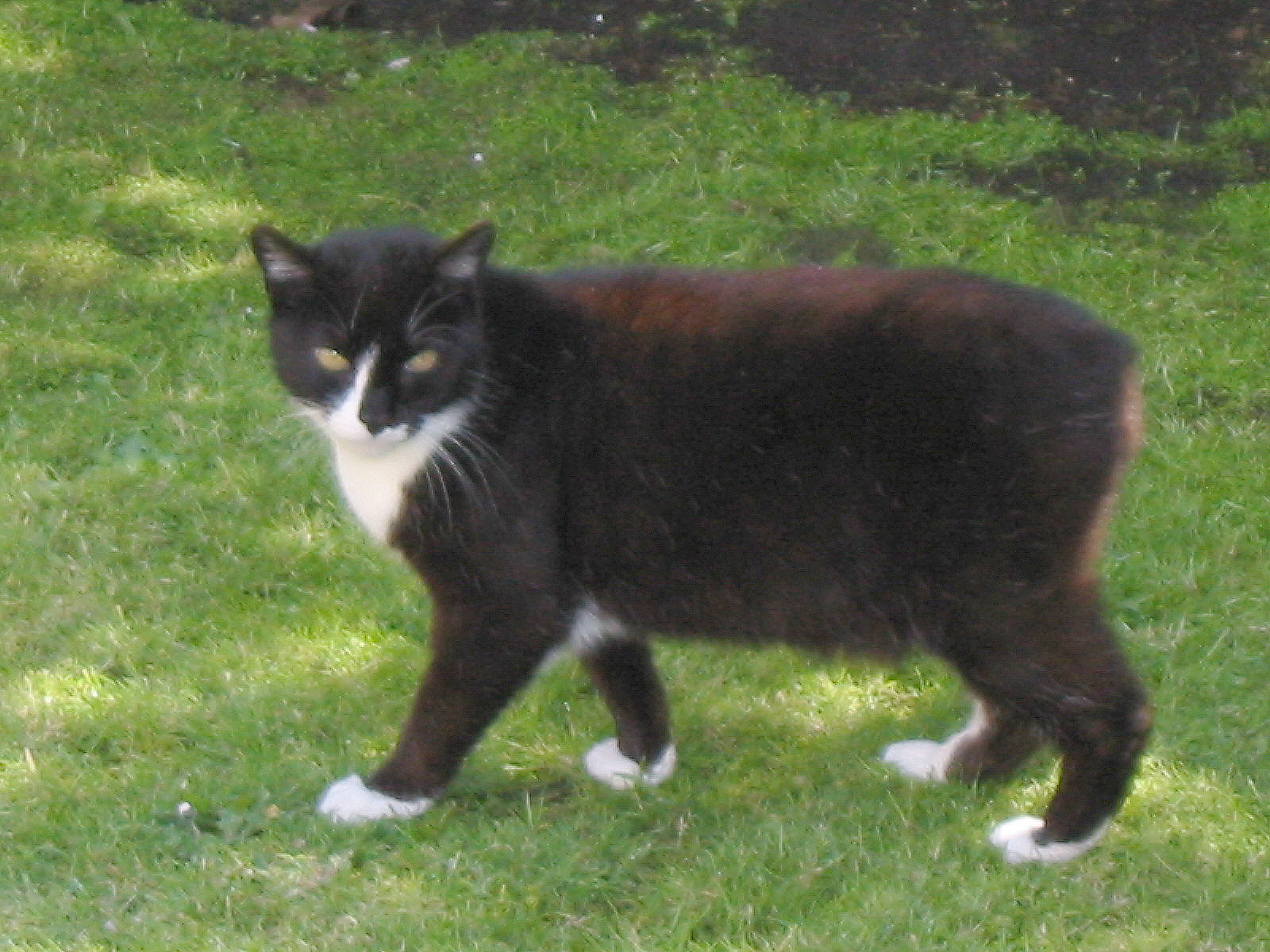
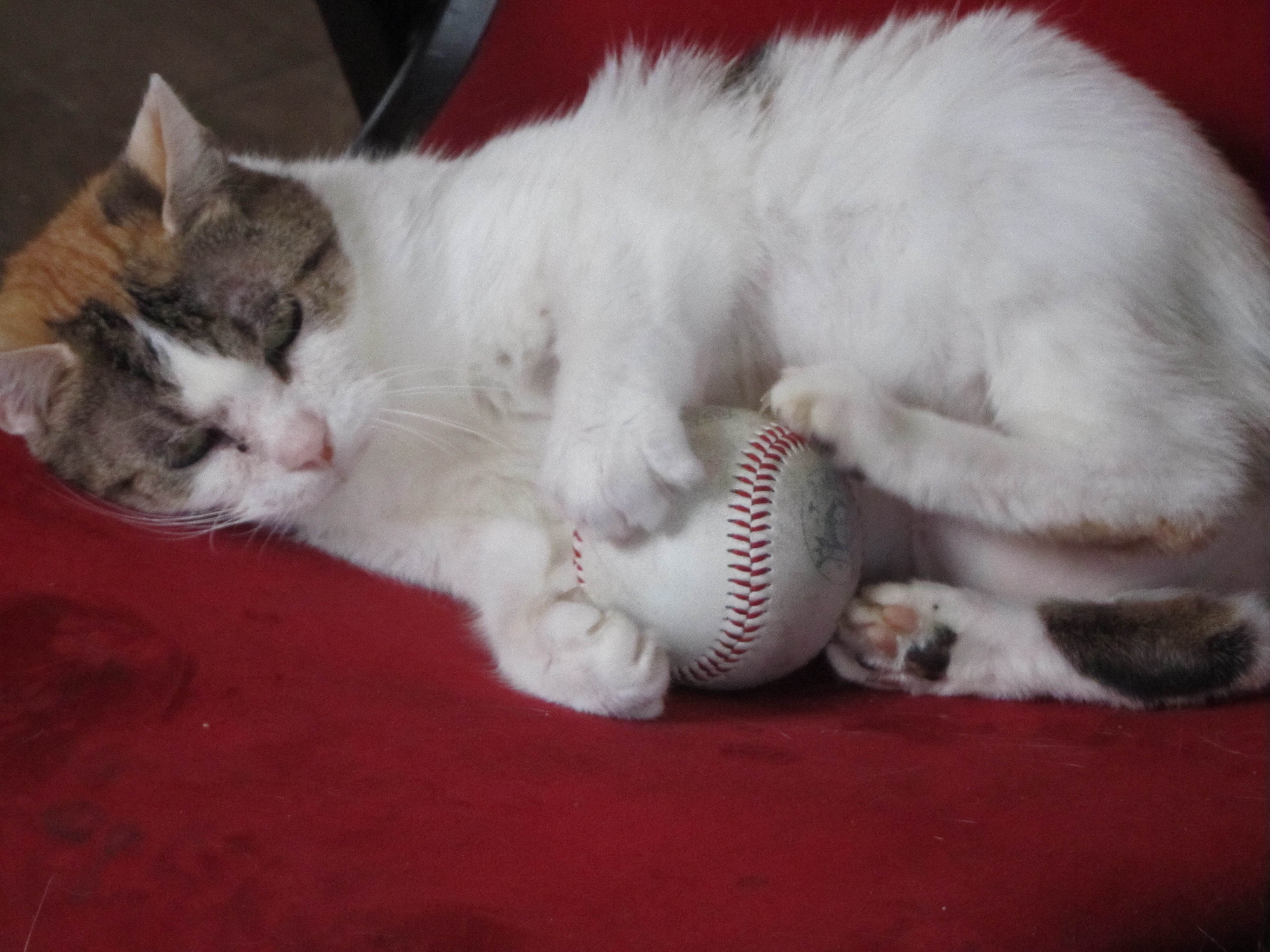